# EarthBound (serie)
EarthBound este o franciză media controlată de Nintendo și creată de Shigesato Itoi în anul 1989 (și-a sărbătorit cea de-a douăzecea aniversare pe 27 iulie 2009). Seria este cunoscută drept Mother în Japonia. Personajul principal al jocului EarthBound este un băiat pe nume Ness. Armele folosite de către el sunt, fie o bâtă de baseball, un yo-yo sau o praștie. 

## Jocuri video

Ness în Super Smash Bros.

Seria de jocuri video EarthBound este una dintre cele mai populare francize RPG de la Nintendo. Este creată de către firma APE, în colaborare cu HAL Laboratory. Ness a apărut și în seria de jocuri Super Smash Bros., alături de alte personaje cunoscute de la Nintendo.
Primul joc din serie, Mother, a apărut doar în Japonia, pe Famicom. Mother 2 a fost lansat și în SUA, sub numele de EarthBound. Din acest motiv, mulți se referă la prequel-ul de pe NES, drept EarthBound Zero. Un așa-zis EarthBound 64 a fost anunțat să apară pe Nintendo 64, însă cei de la Nintendo au avut ceva probleme cu transpunerea jocului pe grafică 3D, iar din acest motiv lansarea a fost anulată. Anul trecut, HAL Laboratory, împreună cu firma Brownie Brown au produs jocul Mother 3, pe Game Boy Advance. Jocul nu a fost încă anunțat să apară în afara Japoniei, însă fanii seriei nu și-au pierdut speranța. Cu toate că majoritatea jocurilor de rol au ca personaje cavaleri și vrăjitori, iar acțiunea se petrece într-un ambient medieval (precum în seria Final Fantasy), seria Mother are loc în perioada contemporană, într-un mediu occidental, văzut dintr-o perspectivă japoneză. Din acest motiv, inamicii pot fi orice de la extratereștri, la mașini posedate, și până la hippy malefici. Personajul principal din primul joc Mother era cunoscut sub numele de Ninten, o prescurtare de la Nintendo. De asemenea, se consideră că denumirea de Ness face referire la prima consolă produsă de Nintendo, NES. Pe parcursul jocului, lui Ness i se alătură 3 alte personaje: Paula, Jeff și Poo. Scopul lor este acela de al învinge pe maleficul Giygas.

### Lista jocurilor
| Titlu                 | Sistem           | An lansare | Japonia | Statele Unite ale Americii | Uniunea Europeană |
| --------------------- | ---------------- | ---------- | ------- | -------------------------- | ----------------- |
| Mother                | NES              | 1989       | DA      | NU                         | NU                |
| Mother 2 / EarthBound | Super NES        | 1995       | DA      | DA                         | NU                |
| Mother 1 + 2          | Game Boy Advance | 2003       | DA      | NU                         | NU                |
| Mother 3              | Game Boy Advance | 2006       | DA      | NU                         | NU                |